# Alcafache
Alcafache é uma povoação portuguesa sede da Freguesia de Alcafache do Município de Mangualde, freguesia com 12,94 km² de área e 811 habitantes (censo de 2021), tendo, por isso, uma densidade populacional de 62,7 hab./km².
Alcafache foi uma Comenda da Ordem Soberana e Militar Hospitalária de São João de Jerusalém, de Rodes e de Malta, ou, simplesmente, Ordem de Malta, como é hoje mais conhecida essa antiquíssima Ordem Religiosa e Militar. Razão pela qual o brasão da freguesia ostenta a cruz oitavada da referida Ordem.

## Demografia
A população registada nos censos foi:
| Distribuição da População por Grupos Etários | Distribuição da População por Grupos Etários | Distribuição da População por Grupos Etários | Distribuição da População por Grupos Etários | Distribuição da População por Grupos Etários |
| -------------------------------------------- | -------------------------------------------- | -------------------------------------------- | -------------------------------------------- | -------------------------------------------- |
| Ano                                          | 0-14 Anos                                    | 15-24 Anos                                   | 25-64 Anos                                   | > 65 Anos                                    |
| 2001                                         | 149                                          | 156                                          | 503                                          | 221                                          |
| 2011                                         | 110                                          | 98                                           | 480                                          | 233                                          |
| 2021                                         | 61                                           | 64                                           | 416                                          | 270                                          |

## Património
- Igreja Matriz de Alcafache;
- Capela de Santa Cruz, na aldeia de Carvalho;
- Capela de São Frutuoso;
- Capela de Nossa Senhora da Piedade, em Casal Sandinho;
- Capela de Santa Bárbara, em Tibaldinho;
- Capela de São Miguel, em Mosteirinhos;
- Capela da Senhora dos Prazeres, na aldeia de Carvalho;
- Irmandade do Santíssimo Sacramento;
- Casa de Santa Eufêmea
- Termas de Alcafache

## Figuras Ilustres
- Fernando dos Santos Costa
- Visconde de Alcafache